# Carelles
Carelles é uma comuna francesa na região administrativa da Pays de la Loire, no departamento de Mayenne. Estende-se por uma área de 13,23 km². Em 2010 a comuna tinha 273 habitantes (densidade: 20,6 hab./km²).